# Normandijski jezik
Normanski ili normanski francuski (Normaund, francuski: Normand, Guernésiais: Normand, Jèrriais: Nouormand) je, ovisno o klasifikaciji, ili francuski dijalekt ili romanski jezik koji se može klasificirati kao jedan od Oïl jezika zajedno s francuskim, pikardskim i valonskim. Naziv "normanski francuski" ponekad se koristi za opisivanje ne samo normanskog jezika, već i administrativnih jezika anglo-normanskog i pravnog francuskog koji se koriste u Engleskoj. Uglavnom, pisani oblici normanskog i modernog francuskog jezika su međusobno razumljivi. Ta je razumljivost uvelike uzrokovana planiranom prilagodbom normanskog jezika francuskom pravopisu (pismu).

## Povijest
Kada su norveški Vikinzi iz današnje Skandinavije stigli u Neustriju, u zapadni dio tadašnjeg Kraljevstva Franaka, i naselili zemlju koja je postala poznata kao Normandija, ti ljudi koji govore sjevernogermanski su došli živjeti među lokalnim galoromanskim – govornog stanovništva. S vremenom su se zajednice zbližile, tako da je Normandija nastavila tvoriti ime regije, dok su izvorni Nordijci bili u velikoj mjeri asimilirani od strane galoromanskih ljudi, usvajajući njihov govor, ali i dalje pridonosivši nekim elementima iz staronordijskog jezika i nordijske kulture.
Kasnije, kada su osvajali Englesku, normanski vladari u Engleskoj bi se na kraju asimilirali, usvajajući tako govor lokalnih Engleza. U oba slučaja, elite su pridonijele elemente vlastitog jezika novo obogaćenim jezicima koji su se razvili na teritorijima. U Normandiji je normanski jezik naslijedio samo oko 150 riječi iz staronordijskog. Utjecaj na fonologiju je sporan, iako se tvrdi da je zadržavanje aspiriranih /h/ i /k/ u normanskom jeziku posljedica nordijskog utjecaja.